# Škoda Vagonka
A Škoda Vagonka a. s. (magyarul: Škoda Vagongyár Rt.)  korábban ČKD Vagónka, Vagónka Studénka, Vagónka Tatra Studénka, csehországi vasúti járműgyár, a Škoda Transportation a. s. leányvállalata. Központja és gyártóbázisa Ostravában található. Vasúti személykocsikat és elővárosi villamos motorvonatokat gyárt. A cég elődje, a Vagonka Studénka az alapítása óta több néven működött Studénkában. Az 1991-t követő időszakban több átalakuláson ment keresztül. Az egykori studénkai vagongyár közvetlen utóda a napjainkban MVS Metal Studénka a. s. néven működő cég, amely vasútijármű-részegységeket gyárt. Az egykori vagongyár személykocsi gyártó részlegét az akkori tulajdonos, a ČKD 2001-ben áttelepítette Studénkából Ostravába. Ezt a céget 2005-ben megvásárolta a Škoda Holding, 2009-ben pedig annak egyik utódvállalata, a Škoda Transportation a.s. tulajdonába került.

## Története

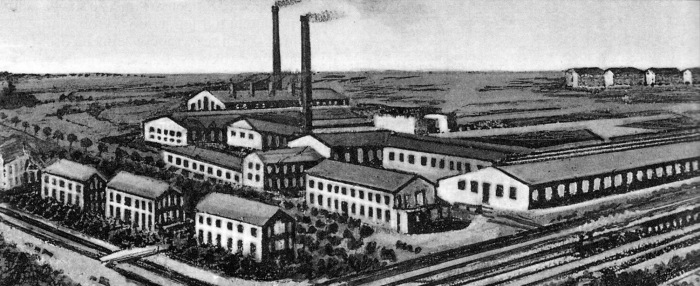
A gyár ábrázolása 1910-ből

A studénkai vasúti járműgyártás az 1800-as évek második feléig nyúlik vissza. Az 1853-ban Ignác Šustala által Kopřivnicében  alapított Ignaz Schustala & társa kocsi- és hintógyár (napjainkban Tatra autógyár) 1881-ben vasúti kocsik szállítására szerződött az épülő Studenka–Štramberk vasútvonalhoz. A vasútikocsi-gyártás műszaki vezetője Hugo Fischer lett a Šustala és társa cégnél. A kocsigyár 1890-ben részvénytársasággá alakult és felvette a Kopřivnicei kocsigyár (Kopřivnicka vozovka) nevet, a cég igazgatója Hugo Fischer lett.
Ignác Šustala 1891-ben meghalt. Fiai ezután elhagyták a kopřivnicei céget és egy új gyárat alapítottak, kifejezetten vasúti járművek előállítására. Egyik fia, Adolf Šustala 1900-ban alapította meg a Staudinger Waggonfabrik A. G. vállalatot a Studénka melletti Butovicében. 1990 májusában kezdték el az építkezést, a társaságot 1900. december 12-én jegyezték be a Nový Jičín-i járásbíróság cégjegyzékébe. A gyárat a győri vagongyárról mintázták. Első igazgatója, Rudolf Feldbacher is a győri vagongyárban dolgozott korábban. A gyártás 1901-ben kezdődött, és 1902 végére több mint ezer vasúti kocsit gyártottak. A vállalat az 1901–1903-as gazdasági válság ellenére is sikeres volt. A vállalatot az első világháború előtti és alatti időszakban a kormányzati megrendelések segítették. 1918 után a fő megrendelő az újonnan létrehozott Csehszlovák Államvasutak (ČSD) lett.
1928-ban Hans Ringhoffer megvásárolta a részvények többségét. 1928. november 9-től a vállalat neve Morva-sziléziai Kocsigyár (Moravskoslezská vozovka, a. s.) lett, majd 1929. január 28-án a cég teljesen beolvadt a Ringhoffer Művekbe. Az 1900–1945 közötti időszakban összesen 31 419 vasúti kocsit és motorkocsit gyártottak Studénkában. A tehervagonok és személykocsik mellett a gyár 1927 motorkocsikat is előállított.
A második világháború alatt a gyár a Mährisch-schlesische Fahrzeugwerke AG Stauding néven járműveket gyártott a német Birodalmi Vasút számára, mellette hadiipari tevékenységet is végzett, például kísérőkocsikat készített a Dora vasúti lövegekhez.
A második világháború után, 1945-ben a vállalatot először a helyi nemzeti bizottság felügyelete alá került, majd az egész Ringhoffer vállalatot nemzeti igazgatás alá helyezték. A Ringhoffer Műveket 1945. október 24-i elnöki rendelettel államosították. A studénkai vagongyár 1946. január 1-jétől a Tatra nemzeti vállalat része volt, és a Tatra nemzeti vállalat studénkai üzeme nevet használta (Tatra, n.p. závod Studénka). 1949 végére a gyárat újjáépítették és kibővítették, beleértve a lakó- és kulturális létesítmények építését is.

### 1990 után
1990. július 1-jén az állami tulajdonú vállalat új neve Morva-sziléziai vagongyár (Moravskoslezká vagónka, s.p.) lett, majd 1994-ben részvénytársasággá alakították. A céget 1998-ban megvásárolta az 1994-ben privatizált és a menedzsment által alapított INPRO cég többségi tulajdonában álló ČKD nehézipari vállalat, és 1998. november 14-től a cég a ČKD Vagonka Studénka, a.s. nevet kapta, a vagónka szó hosszú „ó”-ját rövidre változtatták. A tulajdonos ČKD azonban 1998 végére csőd közeli helyzetbe került. A ČKD egyes cégeit ekkor felszámolták, a holding pedig visszakerült állami tulajdonba (az ISP állami bankon keresztül). A cseh kormány 1999. július 28-án határozatot fogadott el a ČKD Vagonka Studenka helyzetének rendezéséről. Ennek részeként tárgyalásokat kezdtek a lehetséges szakmai befektetőkkel.

#### MSV Metal Studénka
Végül 2000. február 28-án jóváhagyták az amerikai Thrall Car Manufacturing Company belépését a cégbe. Az amerikai cég a csehországi Thrall Europa s.r.o. leányvállalatán keresztül szállt be befektetőként a cseh cégbe, 2000. március 8-án aláírták a Vagonka Studénka részvényeinek megvásárlásáról szóló megállapodást. 2000. június 8-án a céget átnevezték Thrall Vagonka Studénka névre. 2003-ban a Thrall Europa s.r.o. beolvadt a Thrall Vagonka Studénkába, majd 2006. augusztus 28-án a cég új neve MSV Metal Studénka lett. A cég részvényeinek többsége először az amerikai Trinity Rail Grouphoz került, majd 2005 szeptemberétől a cég egyedüli tulajdonosa 2012-ig luxemburgi székhelyű International Railway Systems SA romániai vállalat lett. A studénkai gyár ezt követően hanyatlásnak indult. A tevékenység egy részét áthelyezték Romániába, Studénkában már csak vasúti részegységeket (vonóhorgok, ütközők stb.) és egyéb kovácsoltvas termékeket gyártanak. A cég 2012-ben az MVS Holding s.r.o. tulajdonába került, majd 2013-ban a Jet Investmenthez tartozó brnói Roca Capital a.s., 2015-től  pedig közvetlenül a Jet Investment lett a tulajdonos. A cég 2020-tól a třineci székhelyű, többek között vasúti síneket is gyártó Moravia Steel tulajdonában van.